# Aethalochroa ashmoliana
Aethalochroa ashmoliana (có tên phổ biến là Bọ ngựa dính Iran), là loài thuộc Bộ Bọ ngựa tìm thấy ở Ấn Độ, Iran, Pakistan, và Sri Lanka.